# Sylvain Bolay
Ne pas confondre avec Sylvain Boulay, pilote automobile.
Sylvain Bolay est un coureur cycliste français, né le 31 octobre 1963 à Lausanne en Suisse. Il a été professionnel de 1994 à 1995. 

## Carrière
De 1990 à 1993, il est sociétaire du CCVV (Club Cycliste Varennes-Vauzelles) au sein duquel il côtoie notamment Didier Rous : au cours de cette période, il remporte  plus de cent victoires en amateur dont Bordeaux-Saintes 1991. Il a également participé à la course en ligne des Jeux olympiques 1992 sur laquelle il termine 7e.
Un accident de la route en 1995 interrompt sa carrière professionnelle débutée l'année précédente en 1994. Il reviendra petit à petit à la course cycliste, parvenant notamment à participer à un Tour Nivernais Morvan à la fin des années 1990 avec une sélection amateur du Limousin.

## Palmarès
- 1982
  - Toulouse-Montauban
- 1983
  - Boucles du Comminges
  - Boucles de la Cère
  - Circuit du Cantal
  - 3e du championnat de Midi-Pyrénées sur route
- 1984
  - 2e des Boucles de la Cère
  - 3e de la Ronde du Vélo d'or
  - 3e du Bol d’or des amateurs
- 1985
  - 2e du Grand Prix de Puy-l'Évêque
  - 3e du Grand Prix Pierre-Pinel
  - 3e du Bol d’or des amateurs
  - 3e du championnat de Midi-Pyrénées sur route
- 1986
  - 4e étape des Boucles de la Haute-Vienne
  - Nocturne de Limoges
  - 3e des Boucles du Bas-Limousin
  - 3e du championnat du Limousin sur route
- 1987
  - 2e de Paris-Rouen
- 1989
  - Grand Prix de Puy-l'Évêque
  - 2e du Grand Prix de la Tomate
  - 2e du Bol d’or des amateurs
- 1990
  - Championnat de Bourgogne sur route
  - Circuit du Cantal
  - Trophée de la Montagne bourbonnaise
  - Prix de la ville de Nevers
  - 2e du Grand Prix de Cours-la-Ville
  - 2e du Grand Prix de la Tomate
  - 2e du Grand Prix de Puy-l'Évêque
  - 2e du Critérium de La Machine
  - 2e du Grand Prix d'Espéraza
  - 3e de Tarbes-Sauveterre
  - 3e de Paris-Joigny
  - 3e du Tour de l'Empordà
- 1991
  - Championnat de Bourgogne sur route
  - Grand Prix Pierre-Pinel
  - Bordeaux-Saintes
  - Paris-Joigny
  - 2e de la Poly sénonaise
  - 2e de Tercé-Tercé
  - 3e de Paris-Troyes
  - 3e du Circuit de la Chalosse
  - 3e du Trophée de la Montagne bourbonnaise
- 1992
  - Championnat de Bourgogne sur route
  - Grand Prix Pierre-Pinel
  - Circuit du Cantal
  - Grand Prix de Monpazier
  - Grand Prix de la Tomate
  - Boucles d'Allassac
  - Tour du Pays des Olonnes
  - Grand Prix de Pompadour
  - Ronde du Cognac
  - 2e de la Commonwealth Bank Classic
  - 2e du Grand Prix de Puy-l'Évêque
  - 3e du Tour Nivernais Morvan
  - 3e du Gran Premio della Liberazione
  - 3e du Critérium de La Machine
  - 3e du Trophée des Châteaux aux Milandes
  - 7e de la course en ligne des Jeux olympiques
- 1993
  - Circuit boussaquin
  - Grand Prix de Puy-l'Évêque
  - Critérium de La Machine
  - Grand Prix de Cours-la-Ville
  - 2e du Grand Prix Souvenir Jean-Masse
  - 2e du Trophée des Châteaux aux Milandes
  - 3e du Grand Prix d'Espéraza
  - 3e du Paris-Auxerre
- 1997
  - 2e du Tour de la Dordogne

## Résultats sur les grands tours

### Tour d'Espagne
1 participation
- 1994 : abandon (2e étape)